# 1980年代
1980年代（せんきゅうひゃくはちじゅうねんだい）は、西暦（グレゴリオ暦）1980年から1989年までの10年間を指す十年紀。この項目では、国際的な視点に基づいた1980年代について記載する。

## できごと

### 1980年
- ユーゴスラビア終身大統領ヨシップ・ブロズ・チトー、スロベニアのリュブリャナで病死。
- ポーランドで独立自主管理労働組合「連帯」結成。
- 世界保健機関が、天然痘の根絶宣言。
- モスクワオリンピック開催。ソ連のアフガニスタン侵攻のため日本・アメリカ合衆国・西ドイツはボイコット。
- 8年半にわたるイラン・イラク戦争が開戦。
- 元ビートルズのジョン・レノンがニューヨークのダコタ・ハウスで射殺された（ジョン・レノンの殺害）。

### 1981年
- イギリスのチャールズ3世（当時皇太子）とダイアナ・スペンサーが結婚。
- ギリシャが欧州共同体に加盟。
- エジプトでアンワル・アッ＝サーダート（サダト）大統領が暗殺される。
- 米国レーガン大統領就任。
- トヨタ・ソアラが発売。社会現象を巻き起こす。
- スペースシャトル・コロンビアが初のスペースシャトルミッションで打ち上げ。
- 台湾で遠東航空機墜落事故発生。

### 1982年
- モナコ公国の元女優グレース公妃が死去。
- フォークランド紛争（マルビナス戦争）。
- ソ連レオニード・ブレジネフソ連共産党書記長が死去し、ユーリ・アンドロポフが書記長に就任。
- レバノン内戦起こる。
- FIFAワールドカップ・スペイン大会開催。イタリアが西ドイツを破って優勝。
- 最初のコンパクトディスクプレーヤー (CDP-101) とCDソフトをソニーが発売。

### 1983年
- インターネットが誕生する[1]。
- 任天堂から家庭用ゲーム機「ファミリーコンピュータ」（ファミコン）が発売。
- フィリピンのベニグノ・アキノ上院議員が射殺される。
- 大韓航空機撃墜事件起こる。

### 1984年
- ソ連のユーリ・アンドロポフ書記長が死去し、コンスタンティン・チェルネンコが書記長に就任。
- Macintoshが発売される。
- ロサンゼルスオリンピック開催。
- インド首相、インディラ・ガンディーが暗殺される。
- 米大統領選挙でレーガンが再選。
- AT&T、解体される。地域ベル電話会社が成立する。
- 日本人の平均寿命が男女とも世界一に。
- ボパール化学工場事故発生。

### 1985年
- 国際科学技術博覧会（つくば万博）開催。
- ソ連でコンスタンティン・チェルネンコが死去し、ミハイル・ゴルバチョフが書記長に就任。
- ヘイゼルの悲劇。観客39人が死亡し、この結果サッカーの母国イングランドが国際舞台から姿を消す。
- ファミリーコンピュータ用ソフト「スーパーマリオブラザーズ」が大ヒットし、ファミコンブームとなる。
- G5がプラザ合意声明。日本ではその後のバブル景気の原因のひとつになる。
- 日本航空123便墜落事故で乗客乗員520名が死亡。史上最悪の死者数を出す航空機墜落事故となる。
- パレスチナ・ゲリラによるローマ・ウィーン両空港同時テロで20人が死亡。
- マイクロソフトからOSソフト「Windows」が初めて発売される。

### 1986年
- ハレー彗星大接近。
- 急激な円高によるプラザ合意不況・半導体不況。
- スペインとポルトガルがECに加盟。
- スペースシャトル、チャレンジャー号爆発事故、乗組員全員死亡。
- フィリピンのマルコス大統領が国外脱出、アキノ大統領が就任。（エドサ革命）
- チェルノブイリ原子力発電所事故発生。
- FIFAワールドカップ・メキシコ大会開催。アルゼンチンが西ドイツを破って優勝。
- 米ソ首脳会談。アイスランドのレイキャビクでレーガン大統領とゴルバチョフ書記長が会談。
- ISOがSGML規約を出版

### 1987年
- 日本国有鉄道の分割民営化
- 世界の人口が50億人突破。
- 10月19日 - ブラックマンデー。世界の株式市場大暴落。
- Apple Computerがハイパーテキストを実現した最初の商用ソフトウェアHyperCardを発表。
- 大韓航空機爆破事件が起こる

### 1988年
- 日産・シーマ発売。（シーマ現象）
- カルガリーオリンピック開催
- イラン・イラク戦争停戦。
- ソウルオリンピック開催。
- NEC-HEが世界初となるCD-ROMを媒体として採用したPCエンジン用のCD-ROMドライブCD-ROM2を発売。

### 1989年
- 1月7日、第124代天皇・昭和天皇が崩御し、第125代天皇・明仁が即位。1月8日、元号法に基づき、元号が昭和から平成へ。
- 東欧革命が起こる。ポーランド、ハンガリーでの非共産党政権誕生に始まり、ベルリンの壁崩壊、チェコスロバキアのビロード革命、ルーマニアのチャウシェスク体制の崩壊と続く。
- 地中海のマルタ島でゴルバチョフとジョージ・H・W・ブッシュが会談し、冷戦の終結を宣言（マルタ会談）。
- 六四天安門事件

## 世相

### 社会
- イギリス、アメリカ、日本で新保守主義的な政策が推進される。中道左派政権のニュージーランドでも新自由主義的な社会改革が行われた。
- 韓国、台湾の民主化が進む。
- 中国、改革開放政策による市場経済への移行。
- 中国民主化運動が最盛期を迎えるが、六四天安門事件により過酷な弾圧を受け、退潮する。
- アジアNICs諸国の台頭。ASEAN諸国が経済成長をとげる。
- アメリカと日本との間で貿易摩擦が深刻化。大都市で治安が悪化し、犯罪が多発。
- 中南米での経済が大破産する。
- ペレストロイカ（改革）、グラスノスチ（情報公開） - ミハイル・ゴルバチョフが推進したソ連の体制改革。西側との関係が改善し、ソビエト国内でも言論の自由が確保されてくるなど一定の成果を上げた。しかし、ソ連共産党の失政や汚職も明らかになり、その改革のエネルギーはそのまま社会主義陣営の崩壊をもたらすことになる。

### 文化
- ヘヴィメタルが流行。MTVの影響力を背景に、ロックの商業化が進む。
- MTVを巧みに利用した戦略でマドンナやマイケル・ジャクソンが大ヒットする。

ゲーム市場
- アタリ社が1978年にアメリカで発売した家庭用ゲーム機「Atari 2600」に『スペースインベーダー』などのアーケードゲームキラータイトルが移植され、大ブームとなった。しかし、参入したサードパーティーが低品質なゲームを粗製濫造したため、1980年代前半にはアメリカにおける家庭用ゲーム市場の崩壊「アタリショック」を招く結果となった（第2世代）。
- 1982年に任天堂が日本で家庭用ゲーム機「ファミリーコンピュータ」を発売し、大人気を博す。北米では1985年に、ヨーロッパでは翌1986年に「Nintendo Entertainment System」として発売され、北米で家庭用ゲーム市場が復活するきっかけとなった（第3世代）。
- 1989年にセガが家庭用ゲーム機「Sega Genesis」（日本の「メガドライブ」に相当）を北米で発売、翌年に発売された任天堂の「Super Nintendo Entertainment System」（SNES, 日本の「スーパーファミコン」に相当）と互角以上のシェア争いを展開し、セガのゲーム機の中で最大の成功を収めた（第4世代）。

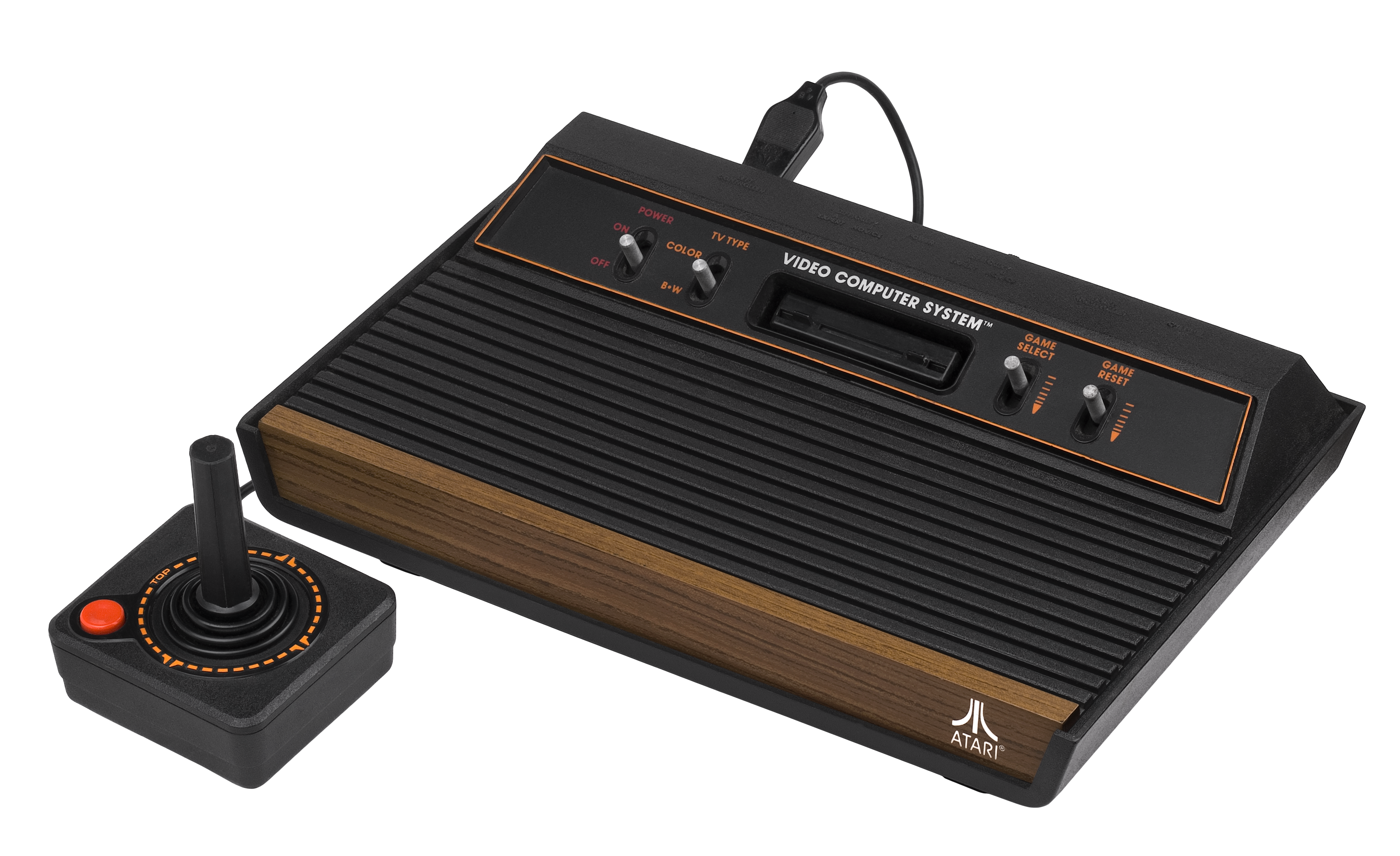
Atari 2600
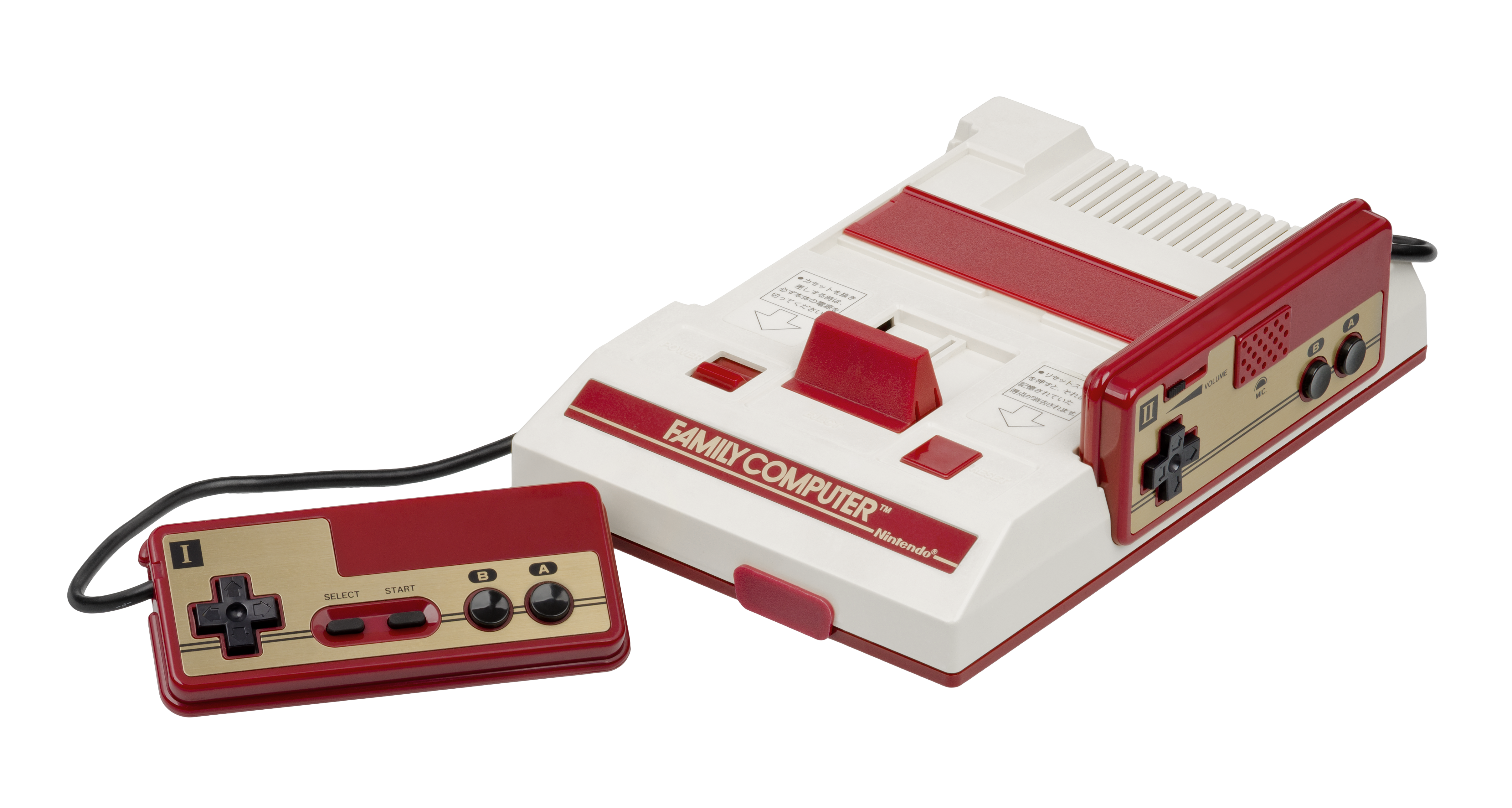
ファミリーコンピュータ
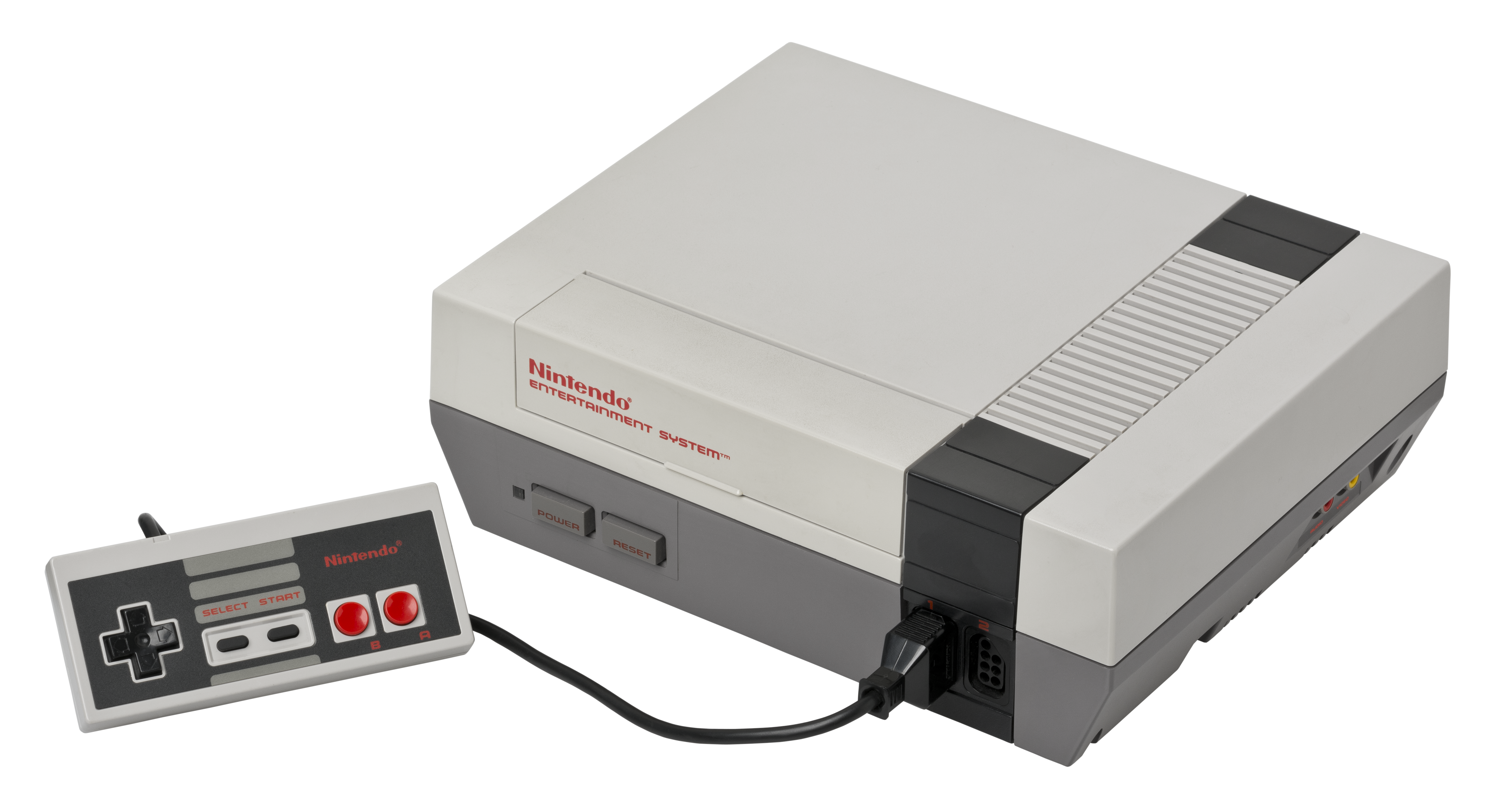
Nintendo Entertainment System
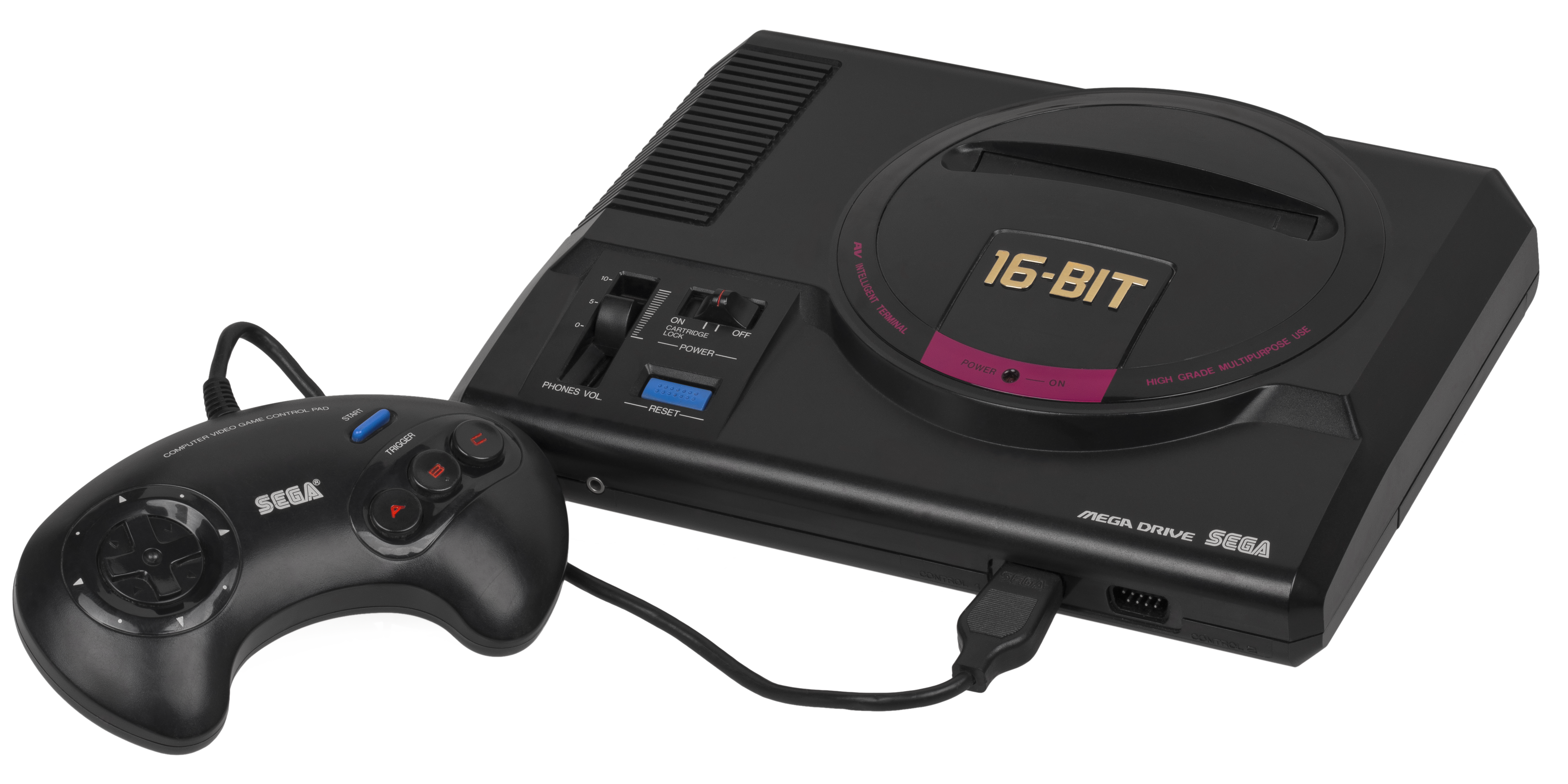
メガドライブ
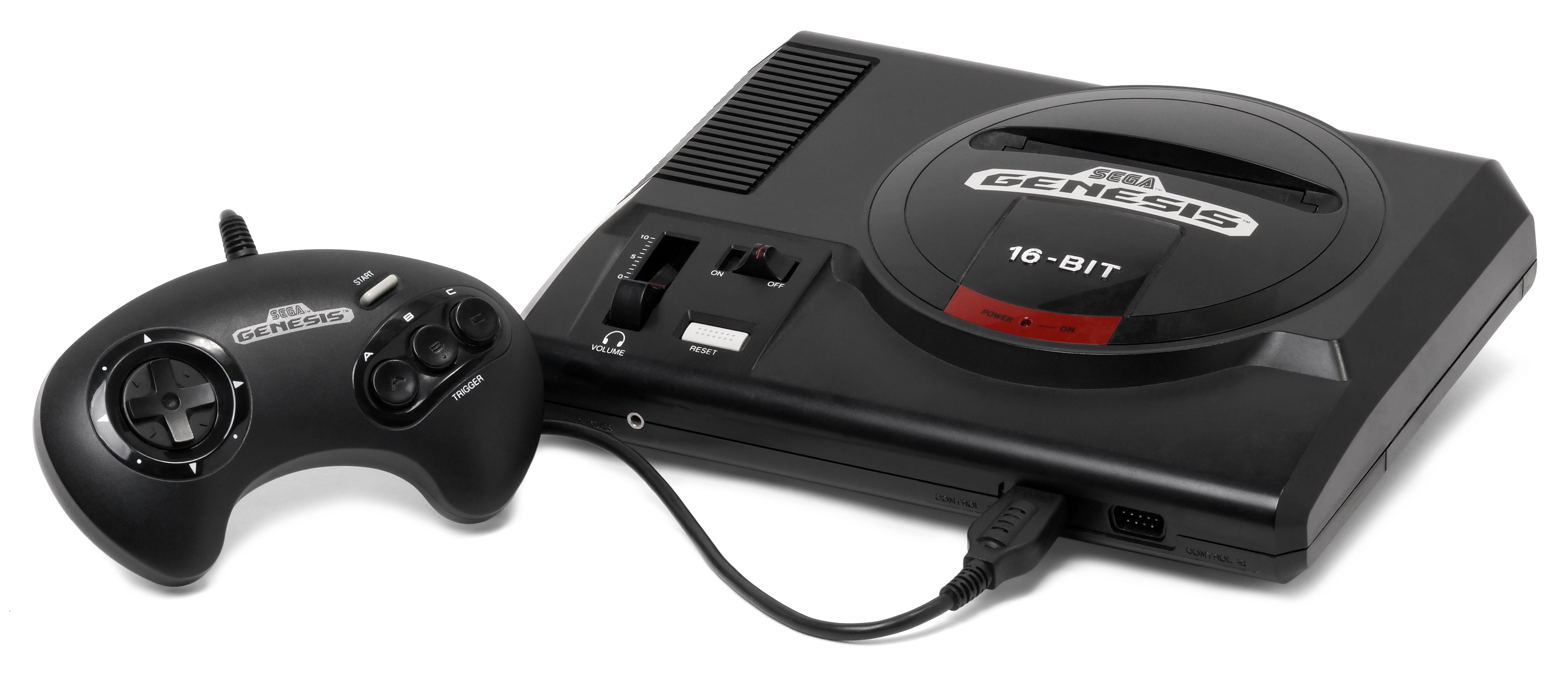
Sega Genesis

## 人物

### アメリカ合衆国と西ヨーロッパ

#### 政治
- アミントレ・ファンファーニ （1908年 - 1999年）
- ロナルド・レーガン（1911年 - 2004年）
- フランソワ・ミッテラン（1916年 - 1996年）
- ヨハネ・パウロ2世（1920年 - 2005年）
- ポール・マルチンクス（1922年 - 2006年）
- ジョージ・ハーバート・ウォーカー・ブッシュ（1924年 - 2018年）
- マーガレット・サッチャー（1925年 - 2013年）
- ハンス・ディートリヒ・ゲンシャー（1927年 - 2016年）
- オロフ・パルメ（1927年 - 1986年）
- ヘルムート・コール（1930年 - 2017年）
- ブライアン・マルルーニー（1939年 - 2024年）

#### 思想と哲学
- ジョージ・スティグラー（1911年 - 1991年）
- ミルトン・フリードマン（1912年 - 2006年）
- エルンスト・ノルテ（1923年 - 2016年）[2]
- ヤーコプ・タウベス（1923年 - 1987年）
- アリス・ミラー（1923年 - 2010年）
- ジャン・フランソワ・リオタール（1924年 - 1998年）
- ジャック・ル・ゴフ（1924年 - 2014年）
- ジグムント・バウマン（1925年 - 2017年）
- マリー・ロスバード（1926年 - 1995年）
- ロバート・ニーリー・ベラー（1927年 - 2013年）
- ジャン・ボードリヤール（1929年 - 2007年）
- アラスデア・マッキンタイア（1929年 - ）
- アラン・ブルーム（1930年 - 1992年）
- ピエール・ルジャンドル（1930年 - 2023年）
- チャールズ・マーグレイヴ・テイラー（1931年 - ）
- ウンベルト・エーコ（1932年 - 2016年）
- モーリス・ゴドリエ（1934年 - ）
- フレドリック・ジェイムソン（1934年 - ）
- ベネディクト・アンダーソン（1936年 - 2015年）
- アラン・バディウ（1937年 - ）
- マーティン・バナール（1937年 - 2013年）
- ソール・クリプキ（1940年 - 2022年）
- ジュリア・クリステヴァ（1941年 - ）
- スティーヴン・グリーンブラット（1943年 - ）
- ウルリッヒ・ベック（1944年 - 2015年）
- サンダー・ギルマン（1944年 - ）
- ジョナサン・カラー（1944年 - ）
- ペーター・スローターダイク（1947年 - ）
- ハル・フォスター（1955年 - ）

#### 文学
- シドニィ・シェルダン（1917年 - 2007年）
- イヴ・ボヌフォワ（1923年 - 2016年）
- ミラン・クンデラ（1929年 - ）
- ドミニック・フェルナンデス（1929年 - ）
- クリスタ・ヴォルフ（1929年 - 2011年）
- トム・ウルフ（1931年 - 2018年）
- アゴタ・クリストフ（1935年 - 2011年）
- マーガレット・アトウッド（1939年 - ）
- レイモンド・カーヴァー（1938年 - 1988年）
- ヨシフ・ブロツキー（1940年 - 1996年）
- アントニオ・タブッキ（1943年 - 2012年）
- ジュリアン・バーンズ（1946年 - ）
- サルマン・ラシュディ（1947年 - ）
- ポール・オースター（1947年 - ）
- キャシー・アッカー（1947年 - 1997年）
- ウィリアム・ギブスン（1948年 - ）
- パトリック・ジュースキント（1949年 - ）
- スティーヴ・エリクソン（1950年 - ）
- カズオ・イシグロ（1954年 - ）
- ブルース・スターリング（1954年 - ）
- リチャード・パワーズ（1957年 - ）
- ジャン・フィリップ・トゥーサン（1957年 - ）
- ジャネット・ウィンターソン（1959年 - )

#### 芸術
- フィリップ・ジョンソン（1906年 - 2005年）
- ルイーズ・ブルジョワ（1911年 - 2010年）
- イオ・ミン・ペイ（1917年 - 2019年）
- エットレ・ソットサス（1917年 - 2007年）
- ガエ・アウレンティ（1927年 - 2012年）
- フリーデンスライヒ・フンデルトヴァッサー（1928年 - 2000年）
- ゲルハルト・リヒター（1932年 - ）
- フランク・ステラ（1936年 - ）
- A.R.ペンク（1939年 - ）
- ジョエル・ピーター・ウィトキン（1939年 - ）
- バリー・フラナガン（1941年 - 2009年）
- ジョナサン・ボロフスキー（1942年 - ）
- アンゼルム・キーファー（1945年 - ）
- ジャン・ヌーヴェル（1945年 - ）
- ロバート・メイプルソープ（1946年 - 1989年）
- ブルース・ウェーバー（1946年 - ）
- サンドロ・キア（1946年 - ）
- エンツォ・クッキ（1950年 - ）
- アンドレ・セラーノ（1950年 - ）
- ジュリアン・シュナーベル（1951年 - ）
- フランチェスコ・クレメンテ（1952年 - ）
- デイヴィッド・サーレ（1952年 - ）
- ハーブ・リッツ（1952年 - 2002年）
- ナン・ゴールディン（1953年 - ）
- ロバート・ロンゴ（1953年 - ）
- ジェフ・クーンズ（1955年 - ）
- キース・ヘリング（1958年 - 1990年）
- ジャン・ミシェル・バスキア（1960年 - 1988年）
- マーク・コスタビ（1960年 - ）

#### ファッション
- カール・ラガーフェルド（1933年 - 2019年）
- ジョルジオ・アルマーニ（1934年 - ）
- アズディン・アライア（1940年 - 2017年）
- ジャンフランコ・フェレ（1944年 - 2007年）
- ジャンニ・ヴェルサーチ（1946年 - 1997年）
- ジャン・ポール・ゴルチエ（1952年 - ）

#### 映画とエンターテイナー
- リチャード・アッテンボロー（1923年 - 2014年）
- クロード・ランズマン（1925年 - 2018年）
- ジェームズ・アイヴォリー（1928年 - ）
- マイケル・ケイン（1933年 - ）
- ジュディ・デンチ（1934年 - ）
- リドリー・スコット（1937年 - ）
- ジャック・ニコルソン（1937年 - ）
- ダスティン・ホフマン（1937年 - ）
- クリストファー・ロイド（1938年 - ）
- テリー・ギリアム（1940年 - ）
- ベルナルド・ベルトルッチ（1941年 - ）
- ハリソン・フォード（1942年 - ）
- デレク・ジャーマン（1942年 - 1994年）
- ピーター・グリーナウェイ（1942年 - ）
- ロバート・デ・ニーロ（1943年 - ）
- デヴィッド・クローネンバーグ（1943年 - ）
- ベン・キングズレー（1943年 - ）
- トニー・スコット（1944年 - 2012年）
- ヴィム・ヴェンダース（1945年 - ）
- デイヴィッド・リンチ（1946年 - ）
- オリバー・ストーン（1946年 - ）
- アイヴァン・ライトマン（1946年 - ）
- アーノルド・シュワルツェネッガー（1947年 - ）
- グレイス・ジョーンズ（1948年 - ）
- ジェラール・ドパルデュー（1948年 - ）
- メリル・ストリープ（1949年 - ）
- リチャード・ギア（1949年 - ）
- ビル・マーレイ（1950年 - ）
- ロビン・ウィリアムズ（1951年 - 2014年）
- ロバート・ゼメキス（1952年 - ）
- デブラ・ウィンガー（1955年 - ）
- ブルース・ウィリス（1955年 - ）
- イザベル・アジャーニ（1955年 - ）
- ジュゼッペ・トルナトーレ（1956年 - ）
- メル・ギブソン（1956年 - ）
- ダニエル・デイ・ルイス（1958年 - ）
- リュック・ベッソン（1959年 - ）
- ヴァル・キルマー（1959年 - 2025年）
- レオス・カラックス（1960年 - ）
- マイケル・J・フォックス（1961年 - ）
- トム・クルーズ（1962年 - ）
- ジョディ・フォスター（1962年 - ）

#### 音楽
- クインシー・ジョーンズ（1933年 - 2024年）
- ティナ・ターナー（1939年 - 2023年）
- ヴァンゲリス（1943年 - 2022年）
- クラウス・ノミ（1944年 - 1983年）
- ローリー・アンダーソン（1947年 - ）
- スティーヴィー・ワンダー（1950年 - ）
- マイケル・ジャクソン（1958年 - 2009年）
- マドンナ（1958年 - ）
- ボノ（1960年 - ）

#### 科学と技術
- ジョージ・コーワン（1920年 - 2012年）
- カール・セーガン（1934年 - 1996年）
- マイケル・グリーン（1946年 - ）
- アラン・グース（1947年 - ）
- スティーブ・ジョブズ（1955年 - 2011年）
- ビル・ゲイツ（1955年 - ）

#### その他
- トミー・ラソーダ（1927年 - 2021年）
- ホワイティ・ハーゾグ（1931年 - 2024年）
- デービー・ジョンソン（1943年 - ）
- レジー・ジャクソン（1946年 - ）
- ノーラン・ライアン（1947年 - ）
- マイク・シュミット（1949年 - ）
- オジー・スミス（1954年 - ）
- マーク・チャップマン（1955年 - ）
- ラリー・バード（1956年 - ）
- リッキー・ヘンダーソン（1958年 - 2024年）
- マジック・ジョンソン（1959年 - ）
- カル・リプケン・ジュニア（1960年 - ）
- デニス・ロッドマン（1961年 - ）
- ダイアナ・スペンサー（1961年 - 1997年）
- ロジャー・クレメンス（1962年 - ）
- マイケル・ジョーダン（1963年 - ）

### ソ連と東ヨーロッパ
- コンスタンティン・チェルネンコ（1911年 - 1985年）
- ユーリ・アンドロポフ（1914年 - 1984年）
- エレナ・チャウシェスク（1916年 - 1989年）
- ニコラエ・チャウシェスク（1918年 - 1989年）
- アレクサンドル・ヤコブレフ（1923年 - 2005年）
- ヴォイチェフ・ヤルゼルスキ（1923年 - 2014年）
- タデウシュ・マゾヴィエツキ（1927年 - 2013年）
- エドゥアルド・シェワルナゼ（1928年 - 2014年）
- ミロラド・パヴィチ（1929年 - 2009年）
- ミハイル・ゴルバチョフ（1931年 - 2022年）
- ソフィア・グバイドゥーリナ（1931年 - ）
- アンドレイ・タルコフスキー（1932年 - 1986年）
- イリヤ・カバコフ（1933年 - ）
- アルフレート・シュニトケ（1934年 - 1998年）
- エゴン・クレンツ（1937年 - ）
- レフ・ヴァウェンサ（1943年 - ）
- ネーメト・ミクローシュ（1948年 - ）
- エミール・クストリッツァ（1954年 - ）

### ラテンアメリカ
- レオポルド・ガルチェリ（1926年 - 2003年）
- ガブリエル・ガルシア・マルケス（1928年 - 2014年）
- ビクトル・ファリアス（1940年 - ）
- レイナルド・アレナス（1943年 - 1990年）
- パウロ・コエーリョ（1947年 - ）

### サハラ以南のアフリカ
- ロバート・ムガベ（1924年 - 2019年）
- デズモンド・ムピロ・ツツ（1931年 - 2021年）
- ウォーレ・ショインカ（1934年 - ）
- ジョン・マックスウェル・クッツェー（1940年 - ）

### 西アジアと北アフリカ
- ナギーブ・マフフーズ（1911年 - 2006年）
- イツハク・シャミル（1915年 - 2012年）
- ホスニー・ムバーラク（1928年 - 2020年）

### 南アジア
- ジュニウス・リチャード・ジャヤワルダナ（1906年 - 1996年）
- ラジーヴ・ガンディー（1944年 - 1991年）
- ベーナズィール・ブットー（1953年 - 2007年）

### 東南アジア
- チュオン・チン（1907年 - 1988年）
- グエン・ヴァン・リン（1915年 - 1998年）
- フェルディナンド・マルコス（1917年 - 1989年）
- マハティール・ビン・モハマド（1925年 - ）
- イメルダ・マルコス（1929年 - ）
- ベニグノ・アキノ・ジュニア（1932年 - 1983年）
- コラソン・アキノ（1933年 - 2009年）
- ハサナル・ボルキア（1946年 - ）

### オセアニア
- ピーター・ケアリー（1943年 - ）

### 中国
- 鄧小平（1904年 - 1997年）
- 鄧穎超（1904年 - 1992年）
- 陳雲（1905年 - 1995年）
- 楊尚昆（1907年 - 1998年）
- 王震（1908年 - 1993年）
- 薄一波（1908年 - 2007年）
- 胡耀邦（1915年 - 1989年）
- 万里（1916年 - 2015年）
- 趙紫陽（1919年 - 2005年）
- 劉賓雁（1925年 - 2005年）
- 江沢民（1926年 - 2022年）
- 李鵬（1928年 - 2019年）
- 方励之（1936年 - 2012年）
- 鄭義（1947年 - ）
- 柴玲（1966年 - ）
- ウーアルカイシ（1968年 - ）
- 王丹（1969年 - ）

### 香港
- 尊龍（1952年 - ）
- 成龍（1954年 - ）

### 台湾
- 李登輝（1923年 - 2020年）
- 侯孝賢（1947年 - ）

### 韓国
- 全斗煥（1931年 - 2021年）
- 盧泰愚（1932年 - 2021年）